# Maximos (Metropolit)
Maximos (russisch, ukrainisch Максим, Maksim; † 1305) war orthodoxer Metropolit von Kiew und Wladimir von 1283 bis 1305.

## Leben
Maximos war Grieche. 1283 kam er aus dem Byzantinischen Reich als neuer Metropolit nach Kiew. Da die Stadt in Folge mehrerer Einfälle der Goldenen Horde schwer verwüstet war, ging er nach Brjansk, dann nach Susdal. 1299 verlegte er den Sitz der Metropolie nach Wladimir an der Kljasma (im heutigen Russland), das in dieser Zeit auch der Sitz des Großfürsten der Kiewer Rus war.
Maximos vermittelte in den Machtkämpfen verschiedener Fürsten der Rus und besuchte mehrmals das Gebiet der Goldenen Horde.
1301 war er auf der Synode der orthodoxen Kirche in Konstantinopel, in der auch die schwierige Situation der Kirchen in der Rus thematisiert wurde. 1303 wurde eine eigene Metropolie für Galizien geschaffen.
Macimos starb 1305. Er ist in der Mariä-Entschlafens-Kathedrale in Wladimir beigesetzt. Über seinem Grab wurde eine wundertätige Ikone der Gottesgebärerin angebracht.

## Schriften
Maximos legte zusätzliche Fastenzeiten für die orthodoxe Kirche in der Rus fest, neben dem Fasten vor Ostern auch jeweils vor Weihnachten, und den Festen Peter und Paul und Mariä Verkündigung.
Er verfasste eine Schrift über die Ehe, in der er deren Unauflöslichkeit und die Unterordnung der Frau unter den Ehemann betonte.

## Heiligenverehrung
Maximos wird als Heiliger in der Russisch-Orthodoxen und der Ukrainisch-Orthodoxen Kirche verehrt. Sein Gedenktag ist der 6. Dezember.